# Parque Municipal do Tirol
Parque Municipal do Tirol, é um parque Localizado na Região do Barreiro em Belo Horizonte, possui 26.760,00 m² de área. Sua criação se deu em 2008 através de Lei Municipal.

## História
A criação do Parque é uma demanda da comunidade local, expressa através do orçamento participativo 2007/2008. Ainda não se iniciaram as obras de sua implantação, mas o anteprojeto já está concluído.

## Descrição
A altimetria do parque varia entre 976 a 961 metros, sendo a porção noroeste da área a parte mais íngreme e a porção no sentido sudeste do parque a mais plana. Há a presença de uma nascente no interior da área.

## Fauna e Flora
Os estudos estão em fase de elaboração.